# Немцы в Донецкой области
Немцы в Донецкой области

## История
Практика заселения донецких степей немецкоязычными колонистами началась во времена Петра I, впрочем, массовый характер она приобрела благодаря усилиям императрицы Екатерины II, когда акцент был сделан на создании колоний в приобретённых территориях (в Северном Приазовье) за счет выходцев из немецких княжеств.
Добровольным переселенцам предоставлялись разнообразные льготы: самоуправление, свобода вероисповедания, освобождение от налогообложения на десять лет. На призыв Петра I откликнулись земледельцы с севера Германии, которые основали первые тринадцать колоний. Вторая волна колонизации степи была связана с деятельностью Екатерины II. Новые переселенцы образовывали колонии, подросшие дети съезжали от родителей и тоже основывали собственные поселения.
В лучшие времена на территории нынешней Донецкой области насчитывалось 654 немецких колонии.
Этнический состав округов, вошедших в Донецкую область, по состоянию на 1926 год населяли 56 094 немца, что составляло 3 % от населения 3 округов, на территории которых находится нынешняя область.
С 1924 по 1935 год в Донбассе существовало два немецких национальных района, где делопроизводство, образование, выпуск газет — всё осуществлялось на немецком языке. Однако с началом Второй мировой войны население подверглось массовым репрессиям: советская власть воспринимала представителей этой национальности как потенциальных пособников Третьего Рейха. К 1941 году в немецких селах осталось меньше половины населения — все были расстреляны или разосланы по ссылкам.
22 сентября 1941 года вышел указ о депортации немцев из Сталинской (нынешней Донецкой), Ворошиловградской и Запорожской областей в северный Казахстан. Из Сталинской области было выселено около 65 тысяч человек. Вернуться им разрешили только в 1972 году.
По данным переписи населения 1989 года, в Донецкой области проживало 6333 немцев.
По данным переписи населения 2001 года, в Донецкой области проживало 4620 немцев.
В настоящее время в области проживает 12 тыс. немцев, которые являются потомками колонистов. Около 20 % владеют немецким языком.

## Культура
В Донецкой области действует областное национально-культурное общество немцев «Wiedergeburt» («Возрождение»), руководитель Александр Дынгес. Городские и районные отделения «Видергебурт» существуют в городах Мариуполе, Бахмуте, Мирноград, Шахтерске, Новоазовске, Горловке, Константиновке, Никольском, Торезе, Новгородском, Славянске.
Главная цель организации состоит в том, чтобы добиться официальной реабилитации. В 2000 году при участии донецких немцев был разработан Проект закона о реабилитации национальных меньшинств, репрессированных по этническому признаку.
Целью деятельности ДО НКОН «Видергебурт» является содействие национально-культурному возрождению немецкого народа, изучение и популяризация немецкой истории, языка и культуры.
В области при поддержке «Видергебурт» было открыто 9 воскресных немецких школ (гг. Донецк, Мариуполь, Шахтерск, Славянск, Славяногорск, Димитров, Артемовск, Торез, Горловка), где обучается около 600 человек различных возрастных категорий.
- «Дойче Квелле» — Донецкий областной центр немецкой культуры, создан в 1994 году.
- «Юнге Вельт» — Союз немецкой молодежи Донецкой области, создан в 1997 году, легализован в 2000.
- «Дойчес Хайм» — Ассоциация немецких предпринимателей Донецкой области, создана в 1999 году.[1]

## Религия
В 1995 году в городе Донецке была создана лютеранская община.

## Памятники
- Кладбище немецких военнопленных, расположенное в поселке шахты «Лидиевка».

## Немецкие колонии
- Нью-Йорк
- Кронштадт[2]